# Fettgas
Fettgas eller oljegas var på 1800-talet en beteckning för belysningsgas framställd ur fettavfall. Komprimerad fettgas användes för belysning i järnvägsvagnar, enligt ett system utvecklat av tysken Julius Pintsch (1815-1884). Komprimerad acetylengas var mycket explosiv, men kunde göras mindre farlig genom att blandas med fettgas. En bättre lösning på samma problem var dock Gustaf Daléns gasackumulator, utvecklad av AGA-bolaget.